# Martin de Redin
Fra′ Martin de Redin y Cruzat (ur. 1579; zm. 6 lutego 1660) – od 17 sierpnia 1657 do śmierci był 58. wielkim mistrzem zakonu joannitów.
Martin de Redin y Cruzat polecił wznieść na wybrzeżu Malty 13 wież strażniczych zwanych dziś De Redin Towers. Stworzył stałą armię liczącą 4000 muszkieterów.